# El Tábare
El Tábare es una hacienda del municipio de Huatabampo ubicada en el sur del estado mexicano de Sonora, en la zona del valle del río Mayo. Según los datos del Censo de Población y Vivienda realizado en 2010 por el Instituto Nacional de Estadística y Geografía (INEGI), El Tábare tiene un total de 474 habitantes. Fue fundada en la década de los años 1900 como una congregación, en 1921 cambió su categoría a la de hacienda.

## Geografía
El Tábare se sitúa en las coordenadas geográficas 26°48′5″ de latitud norte y 109°45′35″ de longitud oeste del meridiano de Greenwich, a una elevación de 8 metros sobre el nivel del mar.